# 悪霊祓
『悪霊祓』（あくりょうばらい）は、2004年公開の田川幹太監督のドキュメンタリー作品である。

## 概要
「怨念地図」「怪談百物語」のスタッフが放つ、最恐の心霊ドキュメント。心霊ビデオ史上、空前絶後の浄霊模様。某県のパチンコ店とその土地に巣食う霊体1004体の霊と11時間に及ぶ死闘を繰り広げたその一部始終を収録。

## 出演者
- 池田辰雄
- 田川幹太
- 田中餌蝋　他